# Taylor Momsen
Taylor Michel Momsen(San Luis, Misuri; 26 de julio de 1993) es una compositora, cantante, música, actriz y modelo estadounidense. Es líder de la banda de hard rock y post-grunge The Pretty Reckless. También es conocida por interpretar a Jenny Humphrey en la serie de televisión Gossip Girl y a Cindy Lou Who en la película El Grinch y en su version animada de 2018.

## Biografía
Es hija de Michael y Collette Momsen, y tiene una hermana menor llamada Sloane Momsen. Tiene ascendencia rusa. De pequeña, asistió a la escuela Our Lady of Lourdes y fue educada como católica.
Terminó la secundaria dos años antes, admitiendo que era un tanto aburrida y «que no iba a necesitar de trigonometría debido a que era una artista».

### Carrera como actriz

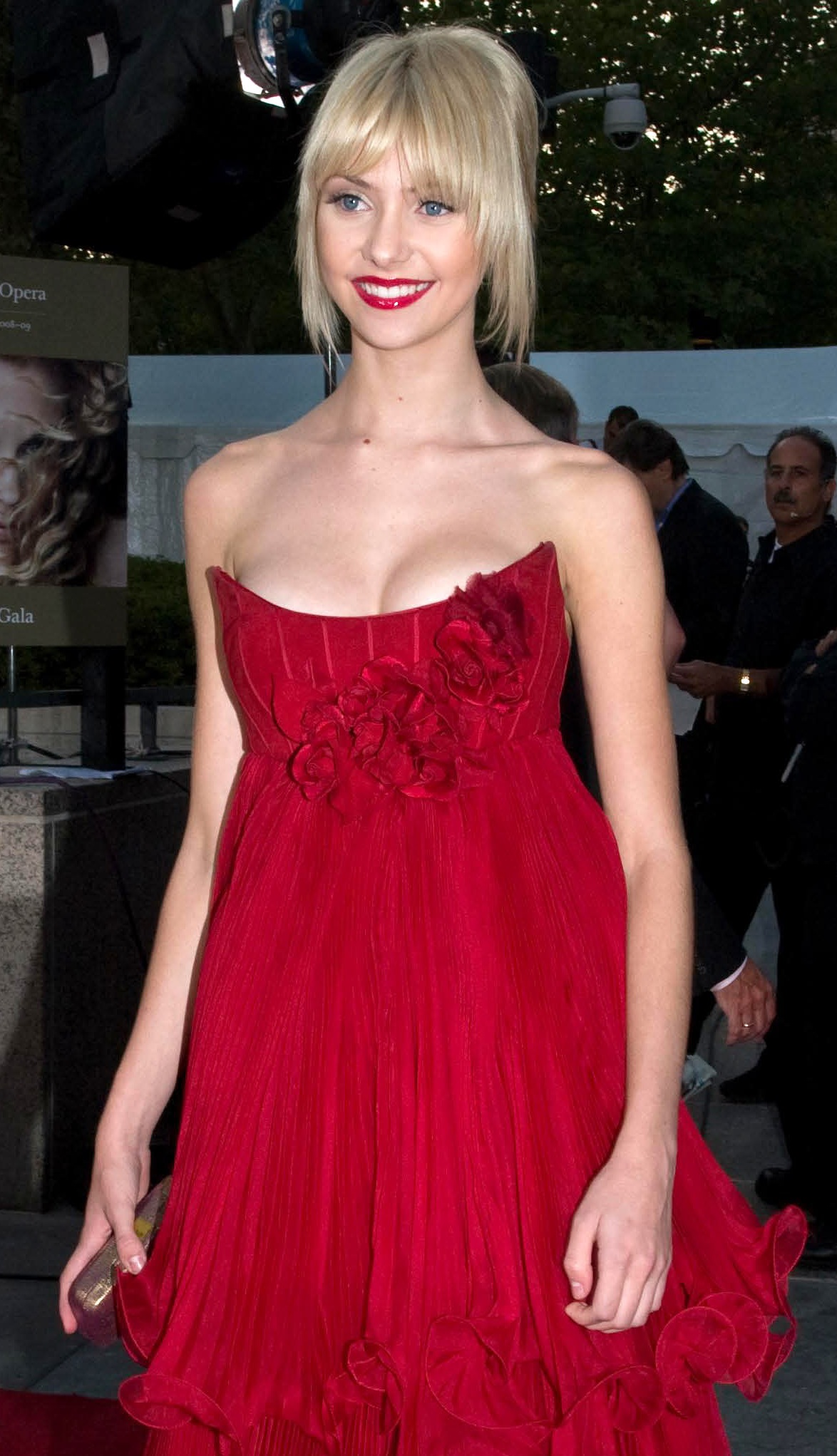
Taylor en el Metropolitan Opera House, el 22 de septiembre de 2008.

Su carrera profesional comenzó a los tres años de edad en una publicidad para Shake 'N' Bake. Obtuvo el papel de Honey Bee Swan en la película The Prophet's Game en el 2000. Su primer gran papel fue el de Cindy Lou Who en El Grinch. Después de eso, consiguió el papel de Julie Moore en We Were Soldiers en 2002, el cual también aparecía su hermana Sloane. También ese año hizo el papel de Alexandra en la película Spy Kids 2: The Island of Lost Dreams, e interpretó a Gretel, junto a Jacob Smith interpretando a Hansel, en la versión cinematográfica de 2002 de Hansel y Gretel. Ese mismo año, se presentó a la audición para el papel principal de Hannah Montana, y estuvo entre las tres preferidas, pero el personaje fue adjudicado a Miley Cyrus.
Momsen actuó como Gretel en la película Hansel & Gretel y en Saving Shiloh en 2006, como también en la película Walt Disney Pictures, Underdog, haciendo de Molly. En 2007, Taylor protagonizó a Jennifer en la película Paranoid Park, de Gus Van Sant y a Madison Kramer en Spy School en 2008.
En 2007, fue elegida para el personaje de Jenny Humphrey en la serie de The CW, Gossip Girl. Momsen solo apareció en cuatro episodios de la cuarta temporada debido a las giras con su banda, The Pretty Reckless. Tras esto, dejó de participar en la serie desde el décimo capítulo de la cuarta temporada. El 16 de agosto de 2011, Momsen dijo a la revista Elle que abandonaba la actuación para enfocarse en su carrera musical. A pesar de haber abandonado la actuación participó en el último capítulo de Gossip Girl haciendo una breve aparición.

### Modelaje
Taylor Momsen comenzó a modelar a los dos años. En junio de 2008, a la edad de catorce, Momsen firmó con IMG Models.
Ella fue la cara de la colección primavera verano de 2010 en la empresa británica New Look. Tras semanas de especulaciones sobre quién iba a ser la protagonista de la línea de moda de Madonna en 2010, Momsen fue anunciada. Una semana después, fue anunciada como la modelo para la nueva fragancia para mujeres de John Galliano, que salió en otoño de 2010.
En junio de 2013, Momsen firmó contrato con la agencia de modelaje NEXT Modelling Management.

### Música

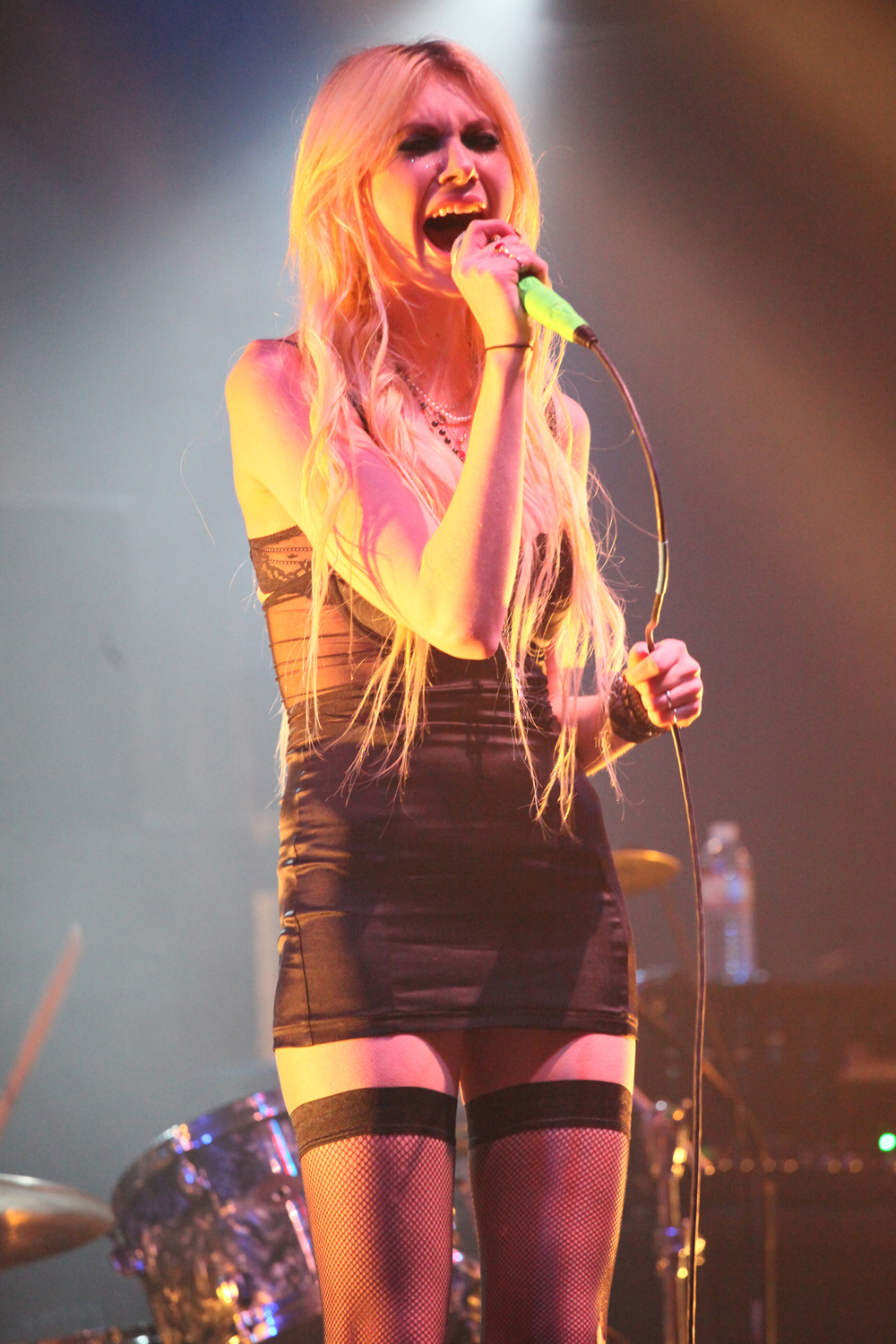
Taylor en abril de 2010.

Con cinco años, grabó la canción «Christmas, Why Can't I Find You?» para la banda sonora de El Grinch. En 2002, grabó «One Small Voice» —junto con Myra y Camille Winbush— y «Rudolph The Red-Nosed Reindeer» para el álbum recopilatorio, School's Out! Christmas.
Heidi Montag grabó «Blackout», una canción escrita por Momsen. De acuerdo con Momsen, escribió la canción cuando tenía solo ocho años, y la grabó como una demostración con un productor. Montag sacó la canción como un único sencillo digital, con el videoclip grabado por su esposo Spencer Pratt. Momsen comentó tras la grabación: «Estoy como: Bien, estoy cantando una canción de niña de ocho años, pero está bien. Es gracioso porque no la he vendido, ni nada y recibí esta llamada: ¿Has escrito esta canción para Heidi Montag?. Y me quedé como; ¿Qué?». La canción fue incluida en un álbum de Montag, Superficial.
Momsen dijo «con la música puedo ser yo misma», y añadiendo «Actuar es fácil. He estado haciéndolo por mucho tiempo, y me encanta. Pero estás haciendo un personaje. La música es más personal, porque tú la escribes y estás envuelto en cada uno de tus pasos».
En marzo de 2009 Momsen dijo en una entrevista para la revista OK! Magazine que su banda, The Pretty Reckless, había firmado un contrato con Interscope Records. Ella cantó, tocó la guitarra acústica y escribió todas las canciones junto con Kato Khandwala y Ben Phillips en el álbum. Además fueron la banda soporte de The Veronicas en su Revenge is Sweeter Tour en la primavera de 2009.
El álbum debut de la banda, Light Me Up se lanzó el 30 de agosto de 2010 y debutó sexto en el Reino Unido, y décimo octavo en Irlanda. Su primer sencillo «Make Me Wanna Die» llegó al puesto 16, mientras que su segundo sencillo «Miss Nothing» fue número 39. El tercer y último sencillo fue «Just Tonight».
En 2011, se dio a conocer que The Pretty Reckless sería la banda telonera de Evanescence durante su gira por Estados Unidos y Canadá en el otoño de ese mismo año, y de Guns N' Roses en noviembre.
El 6 de marzo de 2012 se lanzó el segundo EP de la banda, titulado Hit Me Like A Man, embarcándose meses después en su primera gira por Sudamérica. Mientras tanto, el 11 de diciembre del 2012 se lanzó el nuevo sencillo, titulado «Kill Me», y el 17 de junio de 2013 se lanzó «Follow Me Down», ambos singles pertenecientes al segundo álbum de estudio de la banda llamado Going To Hell lanzado el 17 de marzo de 2014 con gran éxito.
El 30 de noviembre de 2012, se anunció que el cuarto sencillo de Pretty Reckless, "Kill Me", se lanzaría el 11 de diciembre.  La pista fue la última canción que apareció en el final de la serie Gossip Girl. 
Momsen cita a Kurt Cobain, Chris Cornell, los Beatles, Led Zeppelin, The Who, Pink Floyd, AC / DC, Marilyn Manson, Oasis y Shirley Manson de Garbage como algunas de sus influencias personales.
Going to Hell fue lanzado el 18 de marzo de 2014. El lanzamiento marcó la semana de ventas más grande de la banda hasta la fecha y aterrizó en el puesto # 5 en el Billboard 200 con más de 35,000 copias vendidas en su primera semana.  El éxito del disco hizo que Taylor, junto con el resto de la banda, batieran récords cuando se convirtieron en la primera banda liderada por mujeres en alcanzar el número uno en las listas de radio de rock con sus dos primeros sencillos: "Heaven Knows" en marzo de 2014. y "Fucked Up World" en septiembre de 2014.
The Pretty Reckless también pasó la mayor parte de finales de 2013 a lo largo de 2014 de gira como teloneros de Going To Hell. En 2014, su banda también apoyó a Fall Out Boy en su etapa europea del Save Rock n Roll Tour junto con New Politics. A lo largo de 2015, Momsen continuó grabando material nuevo para el tercer álbum de Pretty Reckless. El 29 de septiembre de 2016, la banda lanzó el sencillo "Take Me Down", que alcanzó el número uno en la lista Billboard Mainstream Rock.  El tercer álbum, Who You Selling For, fue lanzado en octubre de 2016.

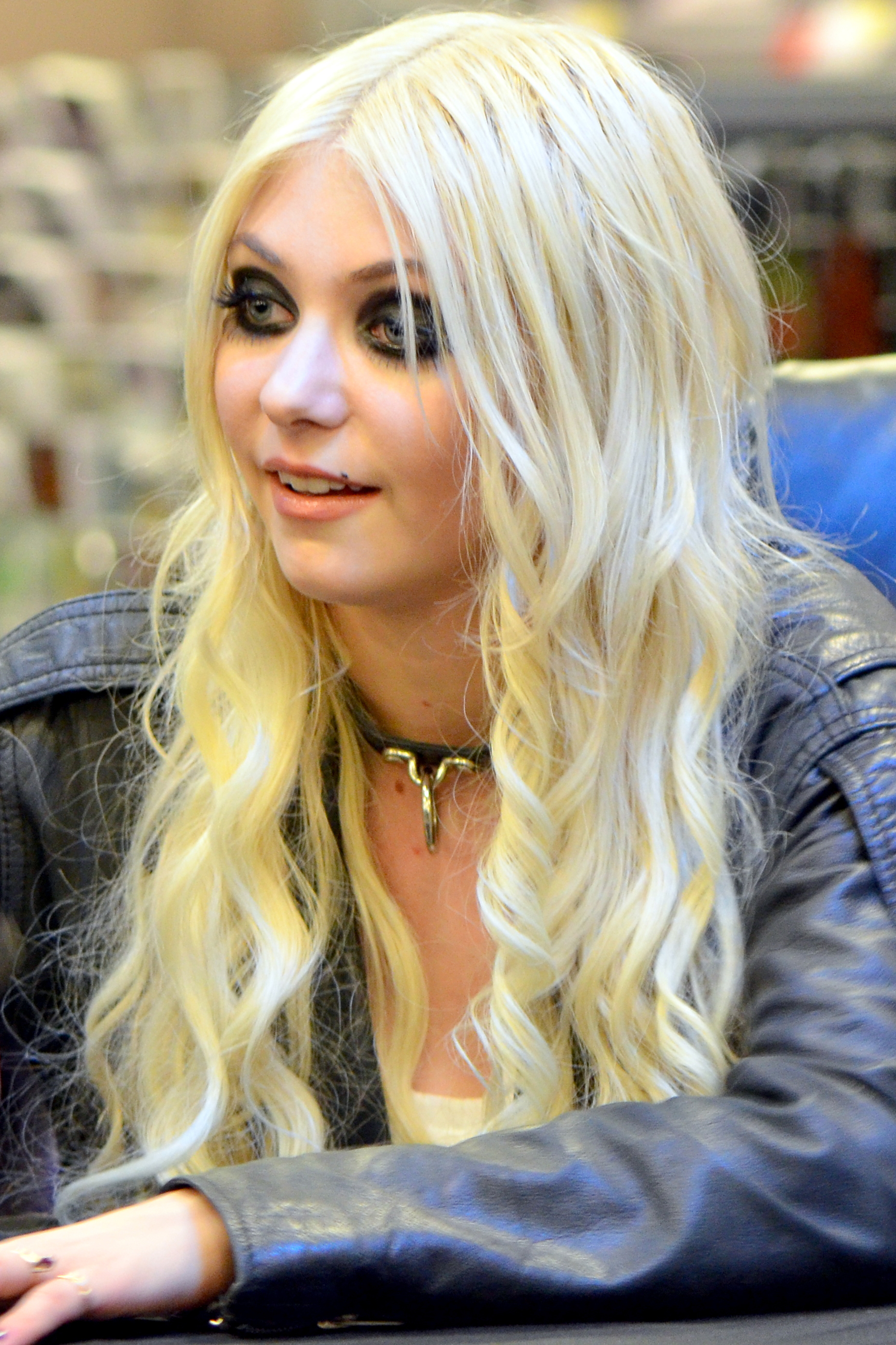
Taylor Momsen

En 2020, Momsen prestó su voz a la banda de rock estadounidense, Evanescence, para un sencillo del álbum de la banda, The Bitter Truth, "Use My Voice", junto con otros artistas como la vocalista de rock estadounidense Lzzy Hale de Halestorm, vocalista de metal sinfónico holandés. Sharon den Adel de Within Temptation, y la violinista electrónica Lindsey Stirling.

## Discografía conThe Pretty Reckless

### Álbumes de estudio
- 2010: Light Me Up
- 2014: Going To Hell
- 2016: Who You Selling For
- 2021: Death by Rock and Roll
- 2022: Other Worlds

### EP
- 2010: The Pretty Reckless (EP)
- 2012: Hit Me Like A Man

### Sencillos
- «Make Me Wanna Die» (2010)
- «Miss Nothing» (2010)
- «Just Tonight» (2010)
- «You» (2012)
- «My Medicine» (2012)
- «Kill Me» (2012)
- «Going To Hell» (2013)
- «Heaven Knows»  (2014)
- «Messed Up World (F'd Up World)» (2014)
- «Take Me Down» (2016)
- «Oh My God» (2017)
- «Death By Rock And Roll» (2020)

## Premios y nominaciones
| Año  | Premio              | Categoría      | Resultado |
| ---- | ------------------- | -------------- | --------- |
| 2014 | Kerrang Awards 2014 | Hottest Female | Ganador   |

## Filmografía
| Año       | Título                                | Personaje        | Notas |  |
| --------- | ------------------------------------- | ---------------- | --- |  |
| 1998      | Early Edition                         | Allie            | No acreditada |  |
| 1999      | The Prophet's Game                    | Honey Bee Swan   | |  |
| 2000      | El Grinch                             | Cindy Lou Who    | Nominada — Blockbuster Entertainment Award por Recién llegada favorita Nominada — Saturn Award por Mejor actuación de un joven actor o actriz Nominada —Young Artist Award por Mejor actuación en una película de una actriz menor a 10 años                  |  |
| 2002      | We Were Soldiers                      | Julie Moore      | |  |
| 2002      | Hansel and Gretel                     | Gretel           | |  |
| 2002      | Spy Kids 2: The Island of Lost Dreams | Alexandra        | |  |
| 2006      | Saving Shiloh                         | Samantha Wallace | |  |
| 2006      | Misconceptions                        | Hopper Watson    | 2 episodios |  |
| 2008      | Paranoid Park                         | Jennifer         | |  |
| 2008      | Underdog                              | Molly            | Nominada —Young Artist Award por Mejor actuación en una película de una actriz secundaria |  |
| 2007–2012 | Gossip Girl                           | Jenny Humphrey   | Coprotagonista Temporadas 1–3; Recurrente Temporada 4; Cameo Temporada 6 Nominada —Teen Choice Award por Mejor actriz de televisión sobresaliente Nominada —Young Artist Award por Mejor actuación de una actriz en una serie de televisión (Comedia o Drama) |  |
| 2008      | Spy School                            | Madison Kramer   | |  |